# Tigil' (centro abitato)
Tigil' (in lingua russa Тигиль) è una località di 2 000 abitanti situata nel Kraj di Kamčatka, in Russia, capoluogo del Tigil'skij rajon.